# Elton Acolatse
Elton Acolatse, né le 25 juillet 1995 à Amsterdam, est un footballeur néerlandais d'origine ghanéenne. Il évolue au poste de milieu offensif à l'Hapoël Beer-Sheva.

## Statistiques
| Saison                | Club                  | Championnat           | Championnat | Championnat | Coupe(s) nationale(s) | Coupe(s) nationale(s) | Compétition(s) continentale(s) | Compétition(s) continentale(s) | Compétition(s) continentale(s) | Total | Total |
| Saison                | Club                  | Division              | M.          | B.          | M.                    | B.                    | Comp.                          | M.                             | B.                             | M.    | B.    |
| 2013-2014             | Jong Ajax rés.        | Eerste Divisie        | 2           | 0           | 0                     | 0                     | -                              | 0                              | 0                              | 2     | 0     |
| 2014-2015             | Jong Ajax rés.        | Eerste Divisie        | 36          | 5           | 0                     | 0                     | -                              | 0                              | 0                              | 36    | 5     |
| 2015-2016             | Jong Ajax rés.        | Eerste Divisie        | 26          | 1           | 0                     | 0                     | -                              | 0                              | 0                              | 26    | 1     |
| Sous-total            | Sous-total            | Sous-total            | 64          | 6           | 6                     | 0                     | -                              | 0                              | 0                              | 70    | 6     |
| 2016-2017             | KVC Westerlo          | Division 1A           | 28          | 6           | 1                     | 0                     | -                              | 0                              | 0                              | 29    | 6     |
| Sous-total            | Sous-total            | Sous-total            | 18          | 6           | 1                     | 0                     | -                              | 0                              | 0                              | 19    | 6     |
| 2017-2018             | Club Bruges KV        | Division 1A           | 0           | 0           | 0                     | 0                     | -                              | 0                              | 0                              | 0     | 0     |
| 2017-2018             | Saint-Trond VV (prêt) | Division 1A           | 14          | 1           | 0                     | 0                     | -                              | 0                              | 0                              | 14    | 1     |
| 2018-2019             | Saint-Trond VV        | Division 1A           | 1           | 0           | 0                     | 0                     | -                              | 0                              | 0                              | 1     | 0     |
| Sous-total            | Sous-total            | Sous-total            | 15          | 1           | 0                     | 0                     | -                              | 0                              | 0                              | 15    | 1     |
| Total sur la carrière | Total sur la carrière | Total sur la carrière | 97          | 13          | 7                     | 0                     | -                              | 0                              | 0                              | 104   | 13    |

## Palmarès

### En équipe nationale
- Pays-Bas -17 ans
  - Vainqueur du championnat d'Europe des moins de 17 ans en 2012